# Казбанова Катерина Олексіївна
Катерина Казбанова (нар. 6 жовтня 1990) — українська волейболістка, нападник. Кандидат в майстри спорту.
Кар'єра: «Іскра» (м. Луганськ), «Кряж-Медуніверситет» (м. Вінниця), «Рабіта» (м. Баку, Азербайджан).